# Moisés Silva
 Moisés Humberto Silva (Viña del Mar, 27 de marzo de 1941) es un exfutbolista chileno que jugaba como mediocampista.

## Trayectoria
Inició su carrera profesional en Everton de su ciudad natal durante en 1958. En 1961 fue transferido a Unión La Calera, en donde un gol suyo de tiro libre marcó el desnivel en el partido definitorio ante Ñublense. Durante 1965 pasa a defender los colores de Unión Española. 
En 1969 pasó a formar parte de las filas de Green Cross-Temuco, donde en esa temporada remataron en el tercer lugar de la Primera División.Luego de 4 temporadas, en 1973 pasa a formar parte de la plantilla de Huachipato, en donde una jugada suya produjo el gol que le dio el campeonato a Huachipato ante Deportes Aviación en la temporada 1974.
En 1977, firma para Deportes Concepción; sin embargo, es cedido a préstamo a Ñublense debido a que el conjunto lila contrata a los jugadores alemanes Hanjo Schellberg, Hans Lamour y Ralf Berger. Finalizada la temporada '77, regresa a Deportes Concepción, donde se retira a fines de la temporada 1978.

## Selección nacional
Fue internacional con la Selección de Chile el año 1970, y el respectivo registro histórico muestra que jugó 2 partidos sin marcar goles. Fue nominado tanto por Francisco Hormazábal como por Rudi Gutendorf, sin embargo sus dos partidos los jugó con el entrenador chileno.

#### Partidos internacionales
| Partidos internacionales | Partidos internacionales | Partidos internacionales                    | Partidos internacionales | Partidos internacionales | Partidos internacionales | Partidos internacionales | Partidos internacionales | Partidos internacionales | Partidos internacionales |
| N.º                      | Fecha                    | Estadio                                     | Local                    | Resultado                | Visitante                | Goles                    | Asistencias              | DT                       | Competición              |
| ------------------------ | ------------------------ | ------------------------------------------- | ------------------------ | ------------------------ | ------------------------ | ------------------------ | ------------------------ | ------------------------ | ------------------------ |
| 1                        | 22 de marzo de 1970      | Estadio Morumbi, São Paulo, Brasil          | Brasil                   | 5-0                      | Chile                    |                          |                          | Francisco Hormazábal     | Amistoso                 |
| 2                        | 26 de marzo de 1970      | Estadio de Maracaná, Río de Janeiro, Brasil | Brasil                   | 2-1                      | Chile                    |                          |                          | Francisco Hormazábal     | Amistoso                 |
| Total                    | Presencias               | 2                                           | Goles                    | 0                        |                          |                          |                          |                          |                          |

| Selección chilena | Selección chilena | Selección chilena |
| Año               | Partidos          | Goles             |
| ----------------- | ----------------- | ----------------- |
| 1970              | 2                 | 0                 |
| Total             | 2                 | 0                 |

## Clubes
| Club                | País  | Año       |
| ------------------- | ----- | --------- |
| Everton             | Chile | 1958-1960 |
| Unión La Calera     | Chile | 1961-1965 |
| Unión Española      | Chile | 1966-1968 |
| Green Cross-Temuco  | Chile | 1969-1972 |
| Huachipato          | Chile | 1973-1976 |
| Ñublense            | Chile | 1977      |
| Deportes Concepción | Chile | 1978      |

## Palmarés

### Campeonatos nacionales
| Título           | Club            | País  | Año  |
| ---------------- | --------------- | ----- | ---- |
| Primera B        | Unión La Calera | Chile | 1961 |
| Primera División | Huachipato      | Chile | 1974 |